# 4-キノロン
4-キノロン(4-Quinolone)は、キノリン誘導体の有機化合物である。この物質と2-キノロンがキノロン類の2つの重要な親化合物である。互変異性体の4-ヒドロキシキノリン(CAS#611-36-9)と平衡状態にある。教育上の興味の他にはあまり固有の価値を持たないが、その誘導体であるニューキノロンは、合成抗菌薬の大きな分類の1つである。

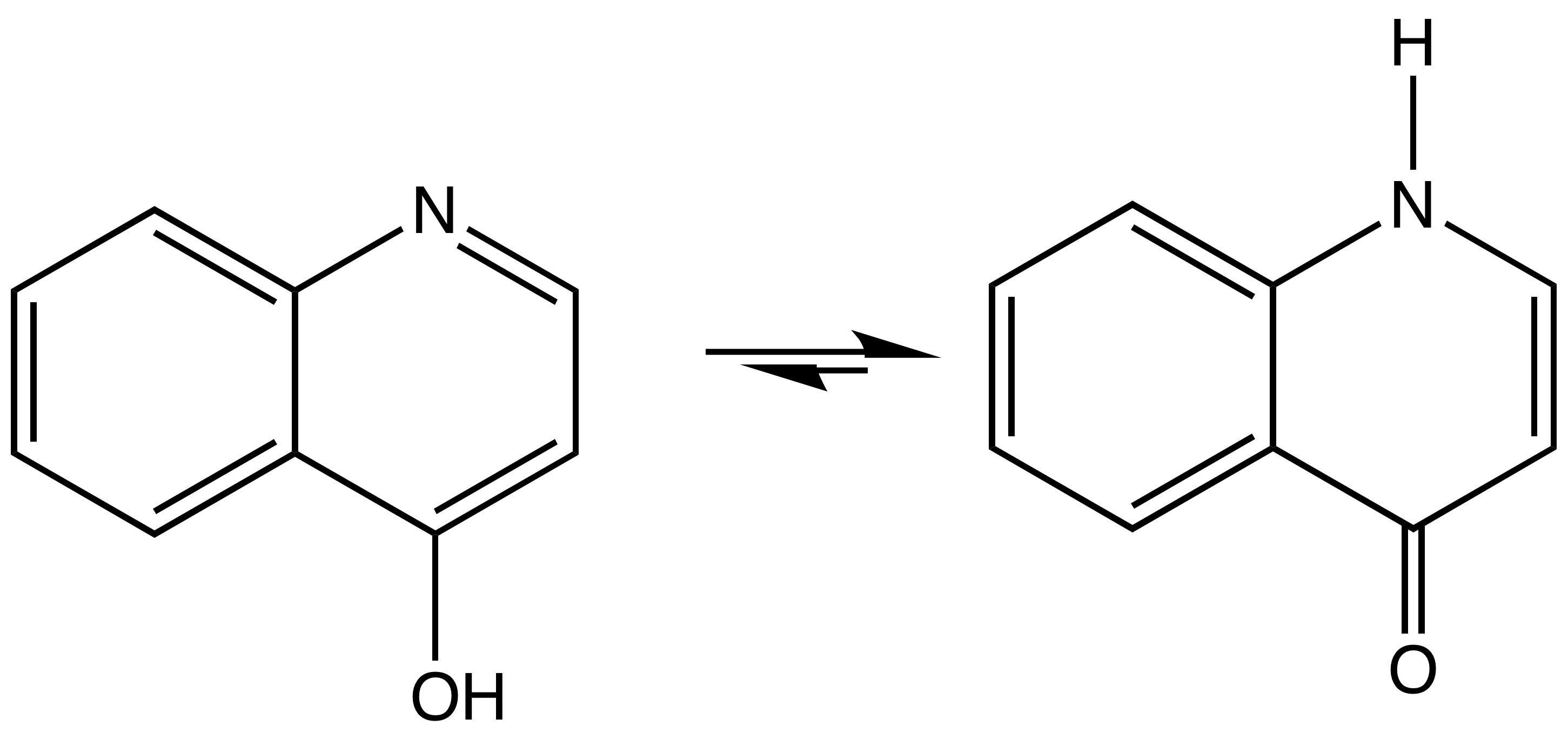
4-キノロン（右）と4-ヒドロキシキノリン（左）の互変異性平衡

## 合成
キノロン類の化学合成にはしばしば閉環反応が関与し、この反応によりしばしば環内の窒素原子の向かい（つまりC-4位）にヒドロキシル基が挿入される。このような合成の例に、カンプスキノリン合成があり、出発物質や反応条件に応じて、下図に示すように、2-ヒドロキシキノリン(B)や4-ヒドロキシキノリン(A)を与える。ヒドロキシキノリンは、キノロンに互変異性化する。